# 水蛇麻
水蛇麻（学名：Fatoua villosa）为桑科水蛇麻属下的一个种。

## 扩展阅读
- 維基物種上的相關：水蛇麻